# Zirconio
Lo zirconio è l'elemento chimico di numero atomico 40 e il suo simbolo è Zr. 
È un metallo di transizione bianco-grigio, duro, il cui aspetto ricorda quello del titanio. È il secondo elemento del gruppo 4 del sistema periodico (collocato tra il titanio e l'afnio); fa quindi parte del blocco d, ed è un elemento di transizione della seconda serie (5° periodo). 
Viene ottenuto perlopiù dallo zircone ed è molto resistente alla corrosione. Le leghe metalliche di zirconio sono largamente impiegate negli impianti nucleari a causa della bassa sezione di assorbimento per i neutroni, sia come rivestimento del combustibile nucleare sia nelle strutture di sostegno del nocciolo, e inoltre per la loro resistenza alla corrosione in acqua.

## Caratteristiche

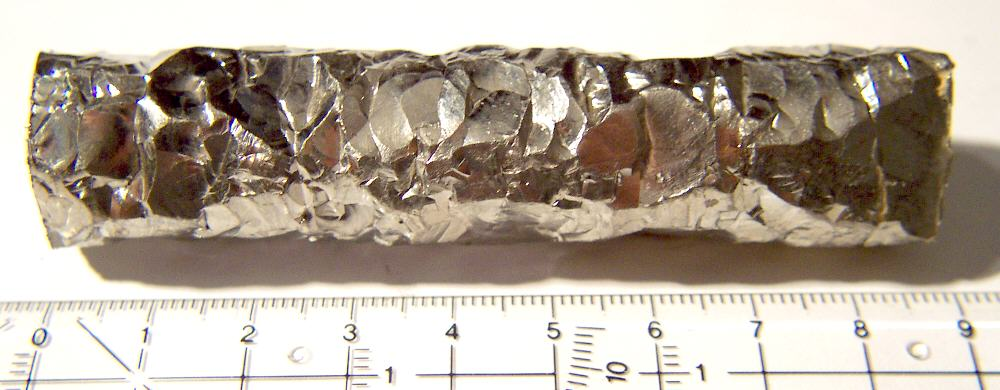
Zirconio al 99,97%

È un metallo bianco-grigiastro, lucente ed eccezionalmente resistente alla corrosione. Lo zirconio è più leggero dell'acciaio ed ha una durezza comparabile a quella del rame. In forma di polvere può infiammarsi spontaneamente se è esposto ad alte temperature. Conduce bene calore ed elettricità e ha un'elevata temperatura di fusione (circa 1800 °C). Le proprietà dipendono molto dalle impurezze, che lo possono rendere fragile e difficile da lavorare (poco duttile).
A temperature inferiori a 35 K la lega di zinco e zirconio diventa magnetica.
Nei suoi composti, lo zirconio ha solitamente numero di ossidazione +2, +3 o +4.

## Applicazioni
L'uso principale dello zirconio è sotto forma di zircone (ZrSiO4) per materiali refrattari, sabbie da fonderia e opacizzazione della ceramica. Lo zircone è anche commercializzato come pietra preziosa, usata in gioielleria. L'ossido di zirconio può essere trattato per produrre un'imitazione dei diamanti, in campo odontoiatrico è utilizzato lo zircone cubico per realizzare protesi dentali in zirconia con tecnologia CAD-CAM. Altri usi: 
- Lo zirconio ha una bassa sezione di assorbimento per i neutroni, proprietà che lo rende ottimo per l'impiego in materiali per il rivestimento degli elementi di combustibile destinati a impianti di produzione di energia nucleare. Più del 90% di tutto lo zirconio metallico prodotto viene usato dalle centrali nucleari sparse per il mondo. I moderni reattori nucleari commerciali possono usare fino a 150 km di tubazioni in lega di zirconio.
- Largamente usato in chimica industriale per tubazioni in ambienti corrosivi.
- Lo zirconio è piroforico (infiammabile) ed è stato usato in ordigni incendiari militari.
- Il carbonato di zirconio si usa nelle lozioni contro l'edera velenosa (è un sequestrante del principio tossico del veleno).
- L'ossido di zirconio viene usato in odontoiatria come materiale per la costruzioni di protesi fisse.
- l'ossido viene usato nei trattamenti antiriflesso delle lenti degli obiettivi.
- Lo zircone, ossido impuro di zirconio, è usato per fabbricare crogioli da laboratorio in grado di sopportare forti shock termici, per il rivestimento di fornaci in metallurgia e dall'industria del vetro e della ceramica come materiale refrattario.
- I tessuti umani tollerano facilmente questo metallo, che quindi è adatto per giunti e protesi artificiali impiantabili, nonché nella realizzazione di strutture per protesi dentarie.
- Viene usato anche per produrre scambiatori di calore, leghe speciali e come getter, ovvero come agente degasatore nelle valvole termoioniche e nelle lampadine a incandescenza.

Quando è in lega con il niobio, lo zirconio è superconduttore a basse temperature e si usa per costruire magneti superconduttori; è anche possibile che cavi di tale materiale vengano usati su larga scala nella produzione e nella distribuzione di energia elettrica.

## Storia
Lo zirconio (dall'arabo zarkûn, a sua volta derivato dal persiano zargûn, "simile all'oro") fu scoperto nel 1789 da Martin Heinrich Klaproth e isolato nel 1824 da Jöns Jacob Berzelius.
I minerali dello zirconio, ovvero lo zircone e la zirconite  erano noti nell'antichità e sono menzionati nelle scritture bibliche. Fu però l'analisi di Klaproth di uno zaffiro proveniente da Sri Lanka, allora Ceylon, a rivelare che questo minerale conteneva un elemento ancora sconosciuto, che egli battezzò Zirkonertz
Il metallo fu isolato in forma impura da Berzelius, che lo preparò scaldando una miscela di potassio e di fluoruro di zirconio e potassio in un tubo di ferro, provocandone la decomposizione. Lo zirconio puro fu ottenuto per la prima volta nel 1914.

## Disponibilità
Lo zirconio non si trova mai in natura come metallo puro e la sua principale fonte commerciale è il minerale di silicato di zirconio, lo zircone (ZrSiO4), che si trova in giacimenti situati in Australia, Brasile, India, Russia e negli Stati Uniti. È estratto come polvere scura e fuligginosa, o come sostanza cristallina di color grigio metallico. Lo zirconio e l'afnio sono contenuti nello zircone in rapporto di 50 a 1 e sono molto difficili da separare. Lo zirconio è anche un sottoprodotto dello sfruttamento minerario e della lavorazione di sabbie minerali come la menaccanite, la ilmenite e il rutilo, o minerali di stagno. Lo zirconio è pure contenuto in altre 30 specie minerali note, compresa la baddeleyite. Il metallo si ottiene commercialmente per riduzione del tetracloruro con magnesio nel processo Kroll o per decomposizione termica su un filamento di tungsteno scaldato a circa 1300 °C del tetraioduro (processo van Arkel-de Boer) e attraverso altri metodi. Lo zirconio di qualità commerciale contiene ancora dall'1% al 3% di afnio.
Questo elemento è anche abbondante nelle stelle di tipo S ed è stato rilevato nel Sole e nelle meteoriti. I campioni di rocce lunari portati sulla terra dalle missioni Apollo hanno un contenuto di ossido di zirconio molto più alto rispetto a quelle terrestri.

## Isotopi
Lo zirconio in natura è composto di quattro isotopi stabili e di uno debolmente radioattivo, a vita estremamente lunga (lo 96Zr). Il secondo radioisotopo più stabile è lo 93Zr con una emivita di 1,53 milioni di anni. Sono noti altri diciotto radioisotopi, la maggior parte dei quali ha emivita di meno di un giorno, tranne 95Zr (64,02 giorni), 88Zr (63,4 giorni) e 89Zr (78,41 ore). Il modo di decadimento principale prima dello 92Zr è la cattura elettronica e quello principale dopo di esso è il decadimento beta.

## Precauzioni
La polvere di zirconio, se non stabilizzata, è facilmente infiammabile (piroforica).
Per la maggior parte delle persone è piuttosto raro imbattersi in composti dello zirconio, che comunque hanno una tossicità molto bassa. Lo zirconio non ha alcun ruolo in biologia.